# Toumishi
Toumishi (en georgiano: თოუმიში; en abjasio: Тоумыш, romanizado: Toumysh) es una aldea que pertenece a la parcialmente reconocida República de Abjasia, dentro del distrito de Ochamchire, aunque de iure es parte del municipio de Ochamchire de la República Autónoma de Abjasia de Georgia.

## Geografía
Toumishi se encuentra a orillas del río Toumish, a 25 km de Ochamchire. Las aldea se administra desde el pueblo de Kutoli.  